# Baranof Lake
Pour les articles homonymes, voir Baranof.
Baranof Lake est un lac d'Alaska aux États-Unis, situé à l'extrémité est de l'Île Baranof, dans l'archipel Alexandre du Passage Intérieur, Borough de Sitka.
C'est un lac glaciaire, en forme de fer à cheval. Il borde la localité de Baranof Warm Springs et est traversé par la rivière Baranof qui en sort par l'est avec des rapides et des chutes d'eau.
Son nom provient de la localité de Baranof Warm Springs, lui-même issu du nom du gouverneur russe Alexandre Baranov.